# Этилформиат

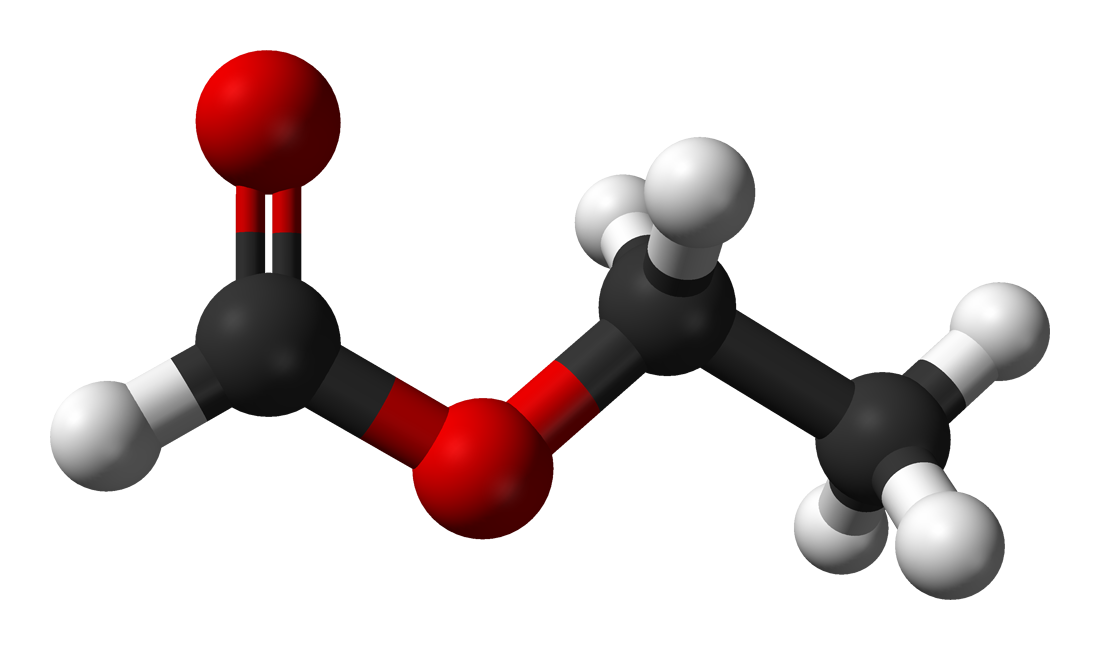

Этилформиат — этиловый эфир муравьиной кислоты, химическая формула — {\displaystyle {\ce {HCOOC2H5}}}. Немецкие учёные из института Планка утверждают, что это соединение, найденное ими в газопылевом облаке Стрелец B2 с помощью тридцатиметрового радиотелескопа IRAM(русс), придаёт характерный запах лесной малине. Российские химики последний факт не подтверждают.

## Характеристика
tпл −80,5 °C, tкип +54,3 °C; {\displaystyle d_{4}^{20}} 0,91678, {\displaystyle n_{D}^{20}} 1,35975; раств. в сп.,эф., в воде (11,8 % при 25 °C); tвсп −20 °C; т-ра самовоспламенения 440 °C, КПВ 2,8-16 %; молекулярный вес: 74.08 г/моль.

## Получение
Этерификация муравьиной кислоты этанолом; взаимодействием угарного газа с этанолом в присутствии этилата натрия.

## Применение
Растворитель нитрата и ацетата целлюлозы; фумигант, ларвицид; в производстве витамина B1; отдушка для мыла; компонент пищевых эссенций.
ПДК 100 мг/м³.